# Edgecliff Village, Texas
Edgecliff Village là một thị trấn thuộc quận Tarrant, tiểu bang Texas, Hoa Kỳ. Năm 2010, dân số của thị trấn này là 2776 người.

## Dân số
- Dân số năm 2000: 2550 người.
- Dân số năm 2010: 2776 người.